# Phelsuma comorensis
Phelsuma comorensis este o specie de șopârle din genul Phelsuma, familia Gekkonidae, descrisă de Boettger 1913. A fost clasificată de IUCN ca specie cu risc scăzut. Conform Catalogue of Life specia Phelsuma comorensis nu are subspecii cunoscute.